# محوطه زعفران
محوطه زعفران مربوط به عصر آهن - دوره اشکانیان - دوره ساسانیان است و در شهرستان پل‌دختر، بخش مرکزی، دهستان جایدر، ۴/۵ کیلومتری جنوب شرق روستای چاله واقع شده و این اثر در تاریخ ۲۸ اسفند ۱۳۸۵ با شمارهٔ ثبت ۱۸۴۷۲ به‌عنوان یکی از آثار ملی ایران به ثبت رسیده‌است.